# Hampea mexicana
Hampea mexicana är en malvaväxtart som beskrevs av Paul Arnold Fryxell. Hampea mexicana ingår i släktet Hampea och familjen malvaväxter. Inga underarter finns listade i Catalogue of Life.